# Елсі Мод Вейкфілд
Елсі Мод Вейкфілд (англ. Elsie Maud Wakefield; 1886 — 1971) — британська вчена, ботанік, міколог, фітопатолог.

## Життєпис
Елсі Мод Вейкфілд народилася 3 липня 1886 року у Бірмінгемі. Навчалася у Сомервіль коледжі, де отримала  диплом з відзнакою з ботаніки.
Після отримання диплому Вейкфілд була нагороджена стипендією Гілкріста та працювала з професором Карлом фон Тубефом у Мюнхені, де вона займалася дослідженням грибів, опублікувавши там свою першу роботу німецькою мовою. Повернувшись у 1910 році, вона стала помічником Джорджа Массі, керівника відділу мікології та криптогам у Королівських ботанічних садах в К'ю. Після його виходу на пенсію в 1915 році вона обійняла його посаду завідувача відділу мікології. 
У 1920 році вона скористалася стипендією на подорож від Сомервільського коледжу та провела шість місяців, працюючи мікологом у Вест-Індії. Вона працювала у К'ю до свого виходу на пенсію в 1951 році, досліджувала британські та тропічні гриби, зокрема кортиціоїди та види роду Tomentella. Також вона була фахівцем з Basidiomycota та отримала міжнародне визнання за знання Aphyllophorales. За цей час вона також опублікувала кілька робіт з патології рослин. Річард Вільям Джордж Денніс приєднався до неї як асистент у 1944 році та став завідувачем відділу мікології після її виходу на пенсію. 
У 1929 році Елсі Вейкфілд була обрана президентом Британського мікологічного товариства. У 1950 році отримала Орден Британської імперії.
Протягом своєї кар'єри Вейкфілд опублікувала понад 100 статей з мікології та фітопатології, а також два популярні довідники про британські гриби. Вона описала багато нових видів грибів як британських так і з інших країн. Роди грибів Wakefieldia та Wakefieldiomyces та види Aleurodiscus wakefieldiae, Amaurodon wakefieldiae, Brachysporium wakefieldiae, Crepidotus wakefieldiae, Hypochnicium wakefieldiae, Pneumocystis wakefieldiae, Poria wakefieldiae, Postia wakefieldiae  названі на її честь.

## Окремі публікації
- Wakefield, E M. (1912) . Nigerian Fungi. Kew bulletin of miscellaneous information 1912: I4I -I44
- Cotton, A. D. & Wakefield, E.M. (1919). A revision of the British Clavariae. Transactions of the British Mycological Society 6: 164-198
- Wakefield, E.M. (1921). Mosaic diseases of plants. West Indian Bulletin 18: 197-206
- Buddin, W. & Wakefield, E.M. (1927). Studies on Rhizoctonia crocorum  and Helicobasidium purpureum. Transactions of the British Mycological Society 12: 116-140
- Ministry of Agriculture and Fisheries. (1945) Bulletin 23: Edible and poisonous fungi. Sixth edition. HMSO
- Wakefield, E.M. & Dennis, R.W.G. (1950) Common British fungi. London: Gawthorn
- Wakefield, E.M. (1954). The observers' book of common fungi. London : Warne
- Wakefield, E.M. (1969). Tomentelloideae in the British Isles. Transactions of the British Mycological Society 53: 161-206.